# Ядлин, Аарон
Аарон Ядлин (ивр. אהרן ידלין‎, 17 апреля 1926, Бен-Шемен — 12 августа 2022, Хацерим, Южный округ) — израильский педагог и политик.

## Биография
Аарон Ядлин родился в мошаве Бен-Шемен в эпоху мандата. Он принимал активное участие в местном скаутском движении и был его национальным координатором. В 1946 году он участвовал в проекте 11 точек (ивр. י״א הנקודות‎) и был одним из основателей кибуца Беэри. Во время арабо-израильской войны 1948 года он присоединился к Пальмаху.
С 1950 по 1952 год он был членом исполнительного комитета Гистадрута. Он получил степень магистра истории, экономики и социологии в Еврейском университете. После раскола в кибуце ха-Меухад он переехал в кибуц Хацерим. Он был одним из основателей Академического колледжа Бейт Берл, где преподавал социологию и исполнял обязанности директора с 1955 по 1957 год. С 1964 по 1972 год он был председателем общественного комитета партии МАПАЙ по молодёжным движениям.
В 1960 году он был избран в четвёртый Кнессет, а в 1964 году — в пятый, и оставался депутатом до 1979 года. Он был членом комитетов по экономическим вопросам, образованию и культуре, конституции, закону и правосудию, внутренним делам, иностранным делам и обороне. В Кнессете девятого созыва он был председателем комитета по образованию. С 1964 по 1972 год он был заместителем министра образования, а с 1972 по 1974 год был генеральным секретарём Израильской партии труда. С 1974 по 1977 год он занимал пост министра образования. Ядлин запустил программу продолжительного школьного дня в городах развития и бедных районах.
После выхода из Кнессета в 1979 году он занимал несколько общественных должностей, в том числе был генеральным секретарём Движения объединённых кибуцев с 1985 по 1989 год. У него осталось трое сыновей и одиннадцать внуков. Один из его сыновей — высокопоставленный офицер ЦАХАЛа генерал (в отставке) Амос Ядлин.
Ядлин умер 12 августа 2022 года в возрасте 96 лет.

## Награды и признание
- В 2010 году Ядлин был удостоен Премии Израиля за свои достижения и особый вклад в общество и Государство Израиль[6][7].

## Опубликованные труды
- Цель и движение: прояснение социалистической идеи и её реализация (1969)  (ивр.)
- Еврейский компонент израильского образования (1978)  (ивр.)